# Зубная паста

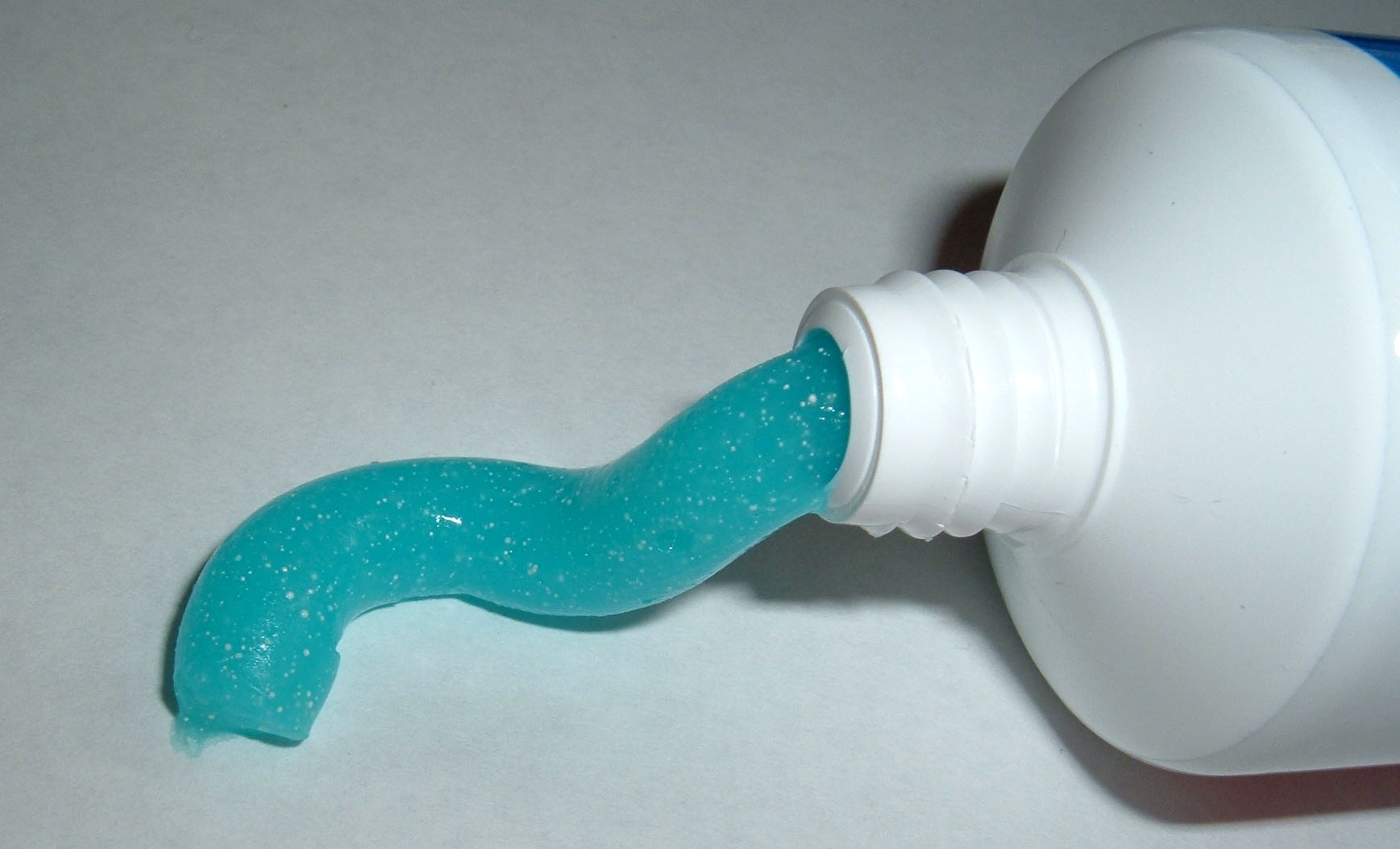

Зубна́я паста — гигиеническое средство для полости рта в форме пасты, геля или порошка, которое используется для очистки зубов от зубного налёта с целью предотвращения кариеса.
Ранее зубная паста приготавливалась на основе мела, современные зубные пасты главным образом основаны на силикатах.

## История

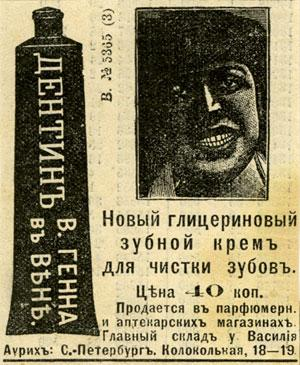
Реклама глицеринового «зубного крема». 1906

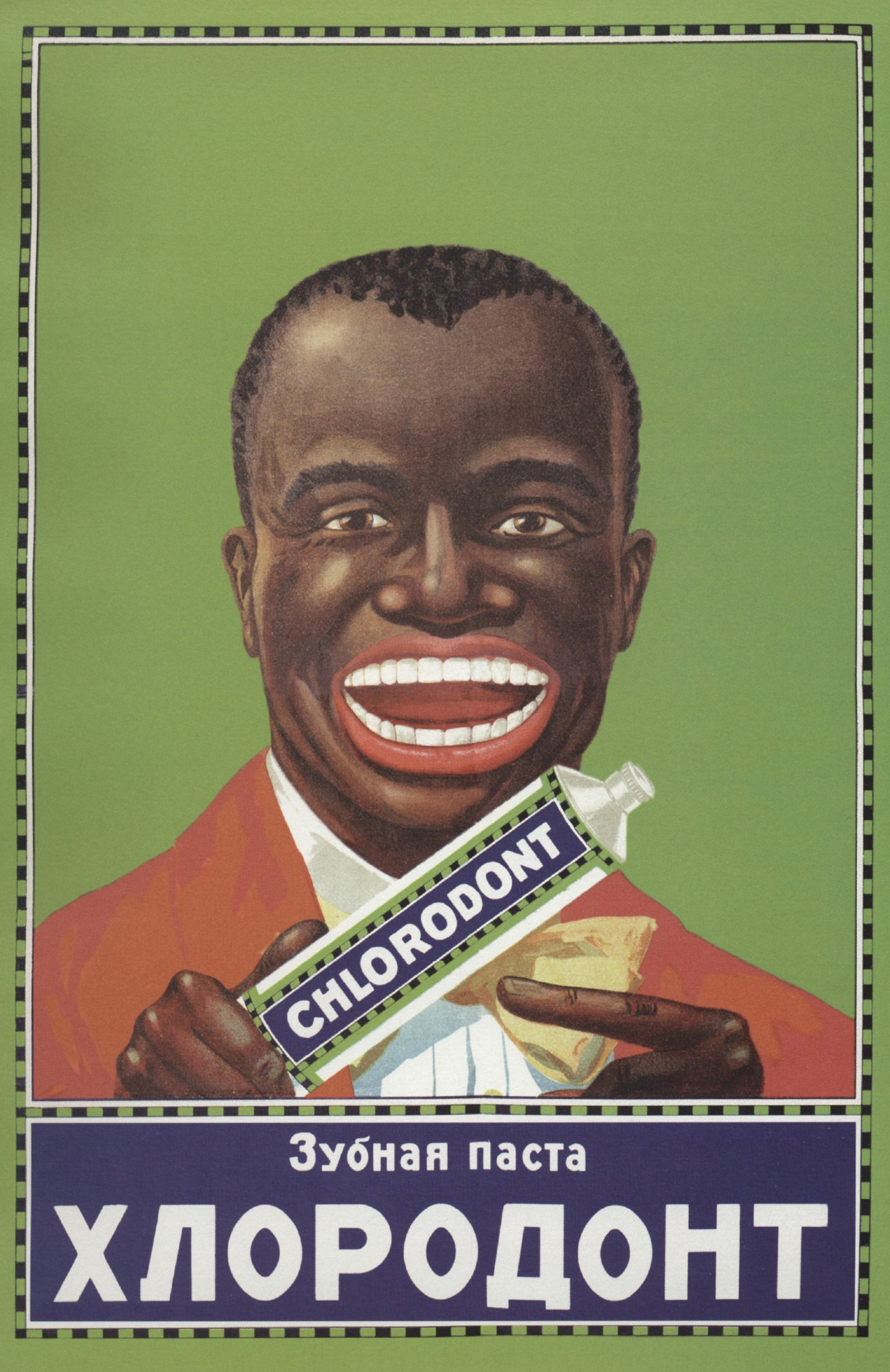
Рекламный плакат 1929 года

Древние египтяне «зубную пасту» изготавливали из дроблённых кореньев растений. Для свежести дыхания полость рта полоскали травяными отварами. Самое раннее упоминание о зубной пасте содержится в египетском манускрипте IV века н. э., её рецептом была смесь порошкообразной соли, перца, листьев мяты и цветков ириса.
В 1873 году компания Colgate представила на американском рынке ароматизированную зубную пасту в банке.
В 1915 году в состав зубных паст начинают вводить экстракты из некоторых деревьев — например, эвкалипта.
Паста начала расфасовываться[когда?] в алюминиевые, а затем — и в пластиковые тюбики.
В России одними из первых торговых марок зубной пасты были «Дентинъ» (1906—1914 гг.) и «Хлородонт» (1926 г.).

## Состав
Любая зубная паста содержит абразив. Современные зубные пасты содержат активные и нейтральные компоненты. Активные компоненты улучшают здоровье полости рта, например, соединения фтора укрепляют зубную эмаль, тем самым препятствуют разрушению зубов.
На 2021 год в зубных пастах используются следующие активные компоненты:
- фторсодержащие соединения[1][5], их содержание указывается в частях на миллион (PPM), типичные значения — 1000 PPM для детских паст и 1000–1500 PPM для взрослых[5]; фтор обязательно содержат все зубные пасты, рекомендованные Американской ассоциацией стоматологов[англ.] (англ. ADA);
- десенсебилизаторы (препараты, снижающие чувствительность дёсен и зубных нервов), среди которых фторид калия и фторид олова, фосфосиликат натрия кальция, гидроксиапатит с калием и другие[1];
- антибактериальные средства, до 2019 года использовался триклозан[1].

Типичные неактивные компоненты зубных паст:
- абразивы, обычно силикаты;
- моющие средства, чаще всего — лаурилсульфат натрия или N-лаурилсаркозинат натрия;
- вкусовые добавки и подсластители (при этом подсластители должны иметь нулевую калорийность, поскольку сахар является питательной средой для размножения бактерий, разрушающих зубы);
- увлажнители, препятствующие высыханию пасты — глицерин, пропиленгликоль и(или) сорбит;
- загустители, стабилизирующие смесь (препятствующие расслоению) — минеральные коллоиды, коллоиды морских водорослей, натуральные смолы, синтетическая целлюлоза;
- отбеливатель — перекись водорода и(или) перекись карбамида.

Раньше в качестве абразива в пастах использовался преимущественно только карбонат кальция. Но это соединение не является химически инертным и вступает в реакцию с другими компонентами пасты, например, соединениями фтора. Поэтому в настоящий момент в качестве абразивов чаще всего выступают полностью инертные соединения, например: диоксид кремния, гидратированный диоксид кремния, диоксид титана, аэросил, алюмосиликат, дикальций фосфат. В некоторых зубных пастах эконом-сегмента до сих пор можно встретить комбинацию карбоната кальция с фторидом натрия или монофторфосфатом натрия. Существуют клинические исследования, которые показывают, что комбинация соединений кальция и фтора в одном тюбике зубной пасты приводит к последующему уменьшению концентрации свободных фторид ионов (от 15 до 50 % от заявленной производителем концентрации ионов фтора).
За вспенивание пасты отвечают поверхностно-активные вещества (ПАВ). Наиболее распространены — лаурилсульфат натрия, бетаины. Введение ПАВ позволяет свести микроповреждения зубной эмали при чистке зубов к минимуму. К тому же, согласно многочисленным социологическим исследованиям, большинство людей являются приверженцами высокопенящихся зубных паст.
Для образования однородной консистенции применяют связующие вещества — препараты агара, пектин, декстран, глицерин, альгинат натрия, натрий карбоксиметилцеллюлоза.
Активными компонентами зубных паст являются вещества, которые могут обладать лечебно-профилактическим действием — лактат алюминия, фториды, соединения с антимикробной активностью, отдельные микро-, макроэлементы и полиминеральные комплексы, экстракты лекарственных трав, ферменты, прополис и др.
Противокариозный эффект обеспечивается присутствием в зубной пасте фторидов (фторид натрия, фторид олова, аминофторид, монофторфосфат), или биодоступного кальция (глицерофосфат кальция). Одновременное добавление в состав пасты кальция и фторидов неэффективно, так как они взаимодействуют друг с другом, образуя нерастворимую соль — фторид кальция. А также ксилита — вещества с выраженным бактериостатическим эффектом в отношении кариесогенной микрофлоры.
Противовоспалительное действие обычно достигается добавлением в зубную пасту экстрактов трав (мята, шалфей, ромашка и др.), бикарбоната натрия — соды, вызывающей гипертонический эффект в тканях ротовой полости, за счет чего уменьшается отечность, а также слабо выраженным антибактериальным действием.
Отбеливающие пасты содержат гидроксид кремния заданной степени абразивности (RDA 100—200 для отбеливающих зубных паст), а также пирофосфат натрия или калия, эффективно растворяющий мягкие зубные отложения и пигменты. Отбеливающие пасты с RDA 100—120 желательно применять курсом 1 месяц (но не более 2-х месяцев). Пасты, имеющие RDA 150—200, предназначены для удаления массивного пигментного налёта, и их можно применять только 1-2 раза в неделю. Обычные гигиенические зубные пасты имеют RDA около 75.
В последнее время активно разрабатываются пасты на основе сорбентов (полидиметилсилоксана, гидрогеля метилкремниевой кислоты). Использование в зубных пастах энтеросгеля позволяет получить не только мягкое абразивное действие, но и выраженное сорбционное по отношению к микроорганизмам действие и эмалепротекторный эффект. Кроме того, пасты сорбционного действия обладают способностью сорбировать запахи, образующиеся в результате жизнедеятельности микроорганизмов (галитоз).
В качестве ароматизаторов выступают как натуральные, так и идентичные натуральным соединения. Из натуральных наиболее часто используют ароматные компоненты эфирных масел (терпеноиды) — ментол, тимол, карвакрол, лимонен, сквалены и др. Следует иметь в виду, что многие натуральные компоненты эфирных масел являются аллергенами. Использование синтетических ароматизаторов позволяет снизить себестоимость конечного продукта.
В ряде инновационных зубных паст также применяется ультрадисперсный синтетический гидроксиапатит. Он наиболее близок по структуре к натуральному гидроксиапатиту зубной эмали, и за счёт малых размеров частиц (около 0,05 микрон) может встраиваться в дефекты и микротрещины эмали, как бы «замуровывая» их. Самыми главными факторами, обеспечивающими эффективность зубных паст с гидроксиапатитом, является размер частиц гидроксиапатита, а также его концентрация. Практически ни один из производителей не раскрывает этих данных. Противокариозная эффективность паст с гидроксиапатитом значительно меньше, чем обычных фтористых зубных паст. Это связано с тем, что гидроксиапатит хотя и замуровывает небольшие микротрещины эмали, но всё же не делает эмаль зубов более устойчивой к молочной кислоте, выделяемой кариесогенными бактериями.
В свою очередь применение фтористых зубных паст приводит к превращению гидроксиапатита зубной эмали во фтор-гидроксиапатит, который обладает значительно большей резистентностью к воздействию кислоты. Например, критической отметкой pH, после которой начинается растворение кислотой гидроксиапатита зубной эмали кислотой является pH 5,5. В свою очередь для фтор-гидроксиапатита критическим значением pH является 4,5 (то есть растворение будет наблюдаться только при значительно большей концентрации кислоты).
В состав зубных паст входит также карбамид с такими компонентами, как ксилит, бикарбонат натрия, которые являются лечебно-профилактическими добавками. Эта смесь нейтрализует действие кислот, главным образом молочной, которая вырабатывается бактериями зубного налёта путём ферментации углеводов, что содержатся в пищевых продуктах и напитках. Бактериями вырабатываются, хотя и в много меньших количествах, и другие кислоты, такие, как уксусная, пропионовая и масляная. Образование кислот приводит к снижению показателя pH зубного налёта: при pH менее 5,5 начинается процесс деминерализации зубной эмали. Чем дольше длительность такой деминерализации, тем выше опасность возникновения кариеса. Проникая в зубной налёт, карбамид нейтрализует кислоты, расщепляясь бактериями в присутствии фермента уреазы на {\displaystyle CO_{2}} и {\displaystyle NH_{3}}; образовавшийся {\displaystyle NH_{3}} имеет щелочную реакцию и нейтрализует кислоты.

## Классификация зубных паст
Классификация зубных паст:
- Гигиенические
- Лечебно-профилактические

### Гигиенические зубные пасты
- Очищающие
- Дезодорирующие

### Лечебно-профилактические зубные пасты
- Противокариозные.
  1. Содержащие фториды:
    - аминофторид
    - фторид натрия
    - монофторфосфат натрия
    - Фторид олова(II)

  2. Не содержащие фториды:
    - Кальция глицерофосфат
    - Ксилит
    - Ферменты

- Десенситивные (против повышенной чувствительности)
  1. Реминерализующие (восстанавливающие) эмаль
  2. Содержащие обезболивающие агенты

- Противовоспалительные
  1. Содержащие лактат алюминия
  2. Содержащие антимикробные компоненты
    - Хлоргексидин
    - Триклозан
    - Гексетидин
    - Биосол

  3. Солевые
  4. Хлорофиллосодержащие
  5. Ферментосодержащие
  6. С экстрактами трав и БАВ

- Отбеливающие
  1. Высокоабразивные
  2. Содержащие пероксиды
  3. Ферментосодержащие

- Сорбционные
  1. Содержащие энтеросгель

- Органические
  1. На основе тигровой мази (Таиланд)